# Red slugu Blažene Djevice Marije
Red slugu Blažene Djevice Marije ili serviti katolički je red koji posebno štovanje iskazuje Blaženoj Djevici Mariji.

## Osnutak i duhovnost Reda slugu BDM
Osnivači reda su: Buonfiglio dei Monaldi, Giovanni di Buonagiunta, Amadeus degli Amidei, Ricovero dei Lippi-Ugguccioni, Benedetto dell’ Antella, Gherardino di Sostegno i Alessio de’ Falconieri.
Sva su sedmorica bila bogati trgovci i pripadala su cehu trgovaca. Živjela su u 13. stoljeću u Firenci u kojoj je postojala Velika družba naše Gospe čiji su bili članovi. Putujući Italijom, Francuskom i Belgijom susreli su se sa sektama heretika koje su širile pogrešne ideje, rascjep i uzrokovale sukobe među vjernicima. Odučili su, potaknuti viđenjem Djevice Marije, osnovati pokornički pokret, kakvi su se u to vrijeme osnivali u europskim gradovima: (dominikanci, franjevci, karmelićani, augustinci). Napustili su svoje poslove i obitelji, razdijelili su bogatstvo siromasima i osnovali zajednicu koja se u početku zvala Braća od pokore.
Jedno su vrijeme živjeli u Cafaggiju, gdje su se u samoći, pokori i molitvi posvetili razmatranju sedam žalosti Blažene Djevice Marije. Poslije su potražili samotnije mjesto pa su se 1241. povukli na Monte Senario. Tamo su postavili i glavnu svrhu svoje zajednice: na osobiti način častiti Blaženu Djevicu Mariju.  Nazvali su se Ordo Servorum Beatae Mariae Virginis, Red slugu Blažene Djevice Marije.
Kao pravila svoga redovničkog života uzeli su pravila sv. Augustina. Zavjetuju su na siromaštvo, čistoću i poslušnost. Osobito časte Blaženu Djevicu Mariju  (pobožnosti Djevici Mariji; krunica Gospe od Sedam Žalosti), brinu se o siromasima i onima koji trpe. Majka Božja njihova je odvjetnica i savjetnica. Svoje poslove započinju sa Zdravo Marijo ili Zdravo Kraljice. Subotom slave dan Majke Božje.  Službeno odijelo im je crni habit u čast Marijinih žalosti.

## Odobrenja reda
Red je 1249. odobrio papa Inocent IV. Potvrdilo ga je više papa: Aleksandar IV. (1256.), Nikola IV. (1290.), Benedikt XI. bulom Dum levamus od 11. veljače 1304., Martin V. koji ih je 1424. uvrstio u prosjačke redove.

## Nakon smrti osnivača
Sva su sedmorica sahranjena u crkvi na brdu Monte Senario. Blaženima ih je proglasio 1717. papa Klement XI., a svetima 1888. papa Leon XIII. Na Veliku Gospu 1933. kosti su im skupljene u jednu relikviju i prenesene u kapelu koja im je posvećena i izgrađena na Monte Senariju. Njihov se blagdan slavi 17. veljače. Prvotni datum bio je 11. veljače, kada je red 1304. potvrđen bulom, no taj je datum 1907. određen kao blagdan Gospe Lurdske.  Godine 1969. na godišnjicu smrti jednoga od utemeljitelja Alessija de’ Falconierija kao spomen-dan određen je 17. veljače.

## Širenje reda
Red se iz Italije širio Europom i svijetom. Već u 13. stoljeću počele su se osnivati kuće Reda u Njemačkoj, Francuskoj i Španjolskoj.  Nove su kuće u idućem stoljeću osnovane u Mađarskoj, Češkoj, Poljskoj, Austriji, Belgiji. Također misije na Kreti, Filipinima i u Indiji. U 19. stoljeću otvorene su kuće u Engleskoj (prva u Londonu, 1864.) i Americi (prvo misija u gradu Neenah, pa kuća u Chicagu 1874.; novicijat je otvoren 1892. u Granville, državi Winsconsin). U 20. stoljeću red se proširio u Afriku (misija u Kraljevini Svazi, 1913., Mozambiku 1984., Uganda ), Južnu Ameriku (Brazil 1919., Čile 1937., Argentina 1914., Urugvaj 1939., Bolivija 1946., Venezuela 1952., Kolumbija 1935.), Meksiko (1948.), Australiju (1951.). Danas djeluju u 28 zemalja.
Serviti danas vode fakultet u Rimu – Papinski teološki fakultet Marianum. Osnovao ga je otac Gabriel Roschini 1950. kao Marijanski teološki fakultet, a 8. prosinca 1955. dekretom pape Pija XII. Coelesti Honorandae Reginae  Svete kongregacije za katolički odgoj i izobrazbu postao je Papinski teološki fakultet. Prvi rektor bio je otac Roschini.  Fakultet ima bogatu specijaliziranu biblioteku (mariološku). Na njemu se stječu stupnjevi iz mariologije.  Već je papa Bonifacije IX. 1398. dopustio Redu slugu BDM dodjeljivanje teoloških stupnjeva.  Fakultet je nastao iz škole koja je zatvorena 1870. odlukom talijanske vlasti. Ponovno je otvorena 1895. pod imenom Sant' Alessio Falconieri.
Otac Gabriel Roschini 1939. osnovao je znanstveni časopis Marianum.

## Progoni
Tijekom protestantske reformacije zatvoreno je mnogo servitskih samostana u Njemačkoj. Samostani su bili pogođeni kugom koja je 1720. zahvatila jug Francuske. Godine 1783. protjerani su iz Praga. Car Josip II. (18. st.) ukinuo je mnoge katoličke redove i raspustio samostane, među njima i servite. U Španjolskoj su 1835. zatvoreni deseci samostana servita. Godine 1870. talijanske su vlasti, uz mnoge papinske institucije zatvorile i Marianum.